# Thaumatoperla
Thaumatoperla is een geslacht van steenvliegen uit de familie Eustheniidae. De wetenschappelijke naam van het geslacht is voor het eerst geldig gepubliceerd in 1921 door Tillyard.

## Soorten
Thaumatoperla omvat de volgende soorten:
- Thaumatoperla alpina Burns & Neboiss, 1957
- Thaumatoperla flaveola Burns & Neboiss, 1957
- Thaumatoperla robusta Tillyard, 1921
- Thaumatoperla timmsi Zwick, 1979